# Agustín Fernando Muñoz y Sánchez
Agustín Fernando Muñoz y Sánchez (Tarancón, Conca, 4 de maig de 1808 - Le Havre, Mon desir, França, 11 de setembre, 1873) fou duc de Riánsares i marit de Maria Cristina de Borbó-Dues Sicílies (reina d'Espanya).

## Orígens
Els seus pares foren Juan Antonio Muñoz i Funes, I comte de Retamoso i I vescomte de Sabiñán, i la seva esposa Eusebia Sánchez i Ortega. Els seus avis paterns foren Francisco Javier Muñoz i Carrillo de Torres i la seva esposa Eugenia Dorotea Funes, els besavis José Muñoz i la seva dona Manuela Carrillo de Torres i Frías.
Oriünd d'una modesta família era oficial de la Guàrdia de Corps, i un cert dia que Muñoz formava part de l'escorta que a Madrid acompanyava la vídua de Ferran VII al parc del Buen Retiro, el jove guàrdia recollí un mocador brodat que la regent havia deixat caure per descura pel camí, i li tornà a la seva propietària. La vivacitat en què ho va fer, la seva elegància, les maneres distingides i la seva fisonomia amable i simpàtica, captivaren a l'acte Maria Cristina, la qual li ordenà que la seguis a la porta i conversà amb ell una estona. Quan compliren els tres mesos de viudetat, casà amb matrimoni morganàtic amb ell. Elevat a la categoria de camarlenc de la regent, la murmuració estengué la notícia, ja que les autoritats castigaren els escriptors que l'assenyalaven.

## Desterraments
Seguí dues vegades al desterrament de Maria Cristina. La primera en ocasió d'ocupar la regència el general Espartero, residint llavors a París, en la Malmaison, que feu famosa Napoleó I, adquirida en propietat per Cristina, en les quals circumstàncies un bon nombre d'emigrats espanyols conspiraven contra la regència d'Espartero. Allà en la capital de França, Muñoz, en representació de la seva augusta esposa, fou president efectiu de la societat secreta, constituïda per diversos elements militars i civils expatriats, l'objecte del qual era restituir a Na Cristina de Borbó en el poder, durant la resta de la minoria d'edat d'Isabel II d'Espanya.
En realitat no fou Muñoz, sinó Narváez, l'ànima de la conspiració, segons testimoni d'un dels conjurats, el general Fernández de Córdoba (memorias intimas, volum 3, pàg. 11), ja que aquella societat era el centre de relació les quals resolucions devien sotmetre's tots els afiliats a Espanya, i la seva actuació demanava condicions especials que no es trobaven en el caràcter i temperament del president. Per aquelles dates (1840-43), el matrimoni no havia rebut encara una confirmació ostensible. Però Espartero, per despit, havia informat del casament a les Corts, escandalitzant el país (1840).

## Tornada a Espanya
Després de la caiguda d'Espartero, el matrimoni va poder retornar a Espanya. Llavors Muñoz va rebre el títol de duc de Riansares i la grandesa d'Espanya de primera classe. Isabel II legalitzà la situació de la seva mare autoritzant-la per contraure matrimoni amb Muñoz, perquè l'efectuat en secret dolia d'algun defecte. El 13 d'octubre de 1844 reberen públicament els esposos la benedicció nupcial i el 8 d'abril de 1845 les Corts autoritzaren el matrimoni.
Des d'aquella data va viure sempre apartat de la política, dedicat per complet a la família i a l'educació dels seus fills. El nomenament de tinent general que havia rebut, no canvia per a res la seva forma de vida.
Quan l'any 1846 se li oferí la corona de l'Equador, al tractar-se de fundar en aquell país una monarquia, refusà l'oferiment.
Construí un palau i jardins a Tarancón, poble al que dispensà molts beneficis, i pagà de la seva butxaca particular una pensió a Marià Fortuny. Des de 1854 residí amb la seva esposa a França, i els últims anys de la seva vida els passà en el castell de Le Havre. Dels sey fills que tingué del seu matrimoni li sobrevisqueren només tres: el duc, segon hereu del títol, Fernando Muñoz, també duc de Tarancón, i dues filles, la princesa de Drago i la marquesa de la Isabela y de Campo Sagrado.

## Distincions
Les principal distincions concedides al primer duc foren: el 1844 la gran creu de l'orde de Carles III, el 1846 la investidura de cavaller del Toisó d'Or, el 1848 la reina Isabel II li conferí el grau de mariscal de camp, i el 1847 el rei de França, Lluís Felip I, li'n donà títol francès hereditari del ducat de Montmorot.